# Płyta podłogowa B Renault-Nissan
Płyta podłogowa typu B Renault-Nissana – rodzaj płyty podłogowej, opracowanej wspólnie przez firmy Renault oraz Nissan, i wykorzystywanej w samochodach osobowych segmentu B. Istnieją także wersje przekonstruowane, będące podstawą dla aut innych klas (najczęściej sąsiednich bądź na nich opartych).
Modele w których użyto tej płyty podłogowej:
- Nissan Cube
- Renault Clio III
- Nissan Micra III
- Renault Modus

Wersji o zwiększonym rozstawie osi użyto w następujących modelach:
- Nissan Cube³
- Nissan Bluebird Sylphy G11
- Nissan Juke
- Nissan Livina Geniss
- Nissan Note
- Nissan NV200
- Nissan Tiida/Nissan Versa
- Nissan Wingroad Y12

## Dacia
Wersja o zwiększonym rozstawie osi, opracowana dla Dacii i nazwana "B0", została zastosowana w modelach:
- Dacia Logan
- Dacia Sandero
- Dacia Duster
- Dacia Lodgy
- Dacia Dokker